# Erna Steuri
Erna Steuri (* 22. April 1917 in Grindelwald; † 25. November 2001 ebenda) war eine Schweizer Skirennfahrerin. Sie erzielte in der zweiten Hälfte der 1930er-Jahre mehrere Siege bei wichtigen internationalen Rennen und gewann bei den Weltmeisterschaften 1938 die Bronzemedaille im Slalom.

## Biografie
Erste grössere Erfolge erzielte Erna Steuri im Jahr 1935 beim SDS-Rennen in Grindelwald, als sie Siegerin der Abfahrt und der Kombination sowie Zweite des Slaloms wurde. Sie war damit die erste und einzige Einheimische, die dieses 1932 erstmals ausgetragene und 1967 in den Weltcup integrierte Rennen des Schweizerischen Damen-Skiclubs gewann. Im nächsten Jahr nahm sie an den Olympischen Winterspielen 1936 in Garmisch-Partenkirchen teil und erzielte mit Platz drei im Slalom sowie Rang vier in der Abfahrt den vierten Platz in der Kombination – nur in dieser wurden olympische Medaillen vergeben. Zwei Wochen später wurde sie bei den Weltmeisterschaften in Innsbruck jeweils Fünfte im Slalom und in der Kombination sowie Sechste in der Abfahrt. Zudem erreichte sie 1936 hinter Gratia Schimmelpenninck den zweiten Platz in der Abfahrt des Arlberg-Kandahar-Rennens in St. Anton am Arlberg. Im nächsten Jahr entschied Erna Steuri die Abfahrt des Arlberg-Kandahar-Rennens in Mürren vor der Deutschen Christl Cranz für sich. In Slalom und Kombination wurde sie jeweils hinter Cranz Zweite. Zuvor hatte sie bereits die Abfahrt, den Slalom und die Kombination der in Grindelwald ausgetragenen British Open Ski Championships 1937 gewonnen. Beim 31. Grossen Schweizerischen Skirennen 1937 in Les Diablerets, der Schweizer Meisterschaft, gewann Steuri die Abfahrt der Juniorinnen und wurde Dritte im Slalom. Bei den Weltmeisterschaften 1937 in Chamonix erzielte sie mit zwei fünften Plätzen in der Abfahrt und der Kombination sowie Rang acht im Slalom ähnliche Ergebnisse wie im Vorjahr. Erneut zwei fünfte Plätze in Abfahrt und Kombination belegte sie bei den Weltmeisterschaften 1938 in Engelberg. Im Slalom hingegen erreichte sie hinter Christl Cranz und ihrer Schweizer Landsfrau Nini von Arx-Zogg den dritten Rang, womit sie ihre einzige WM-Medaille gewann. Beim 32. Schweizerischen Skirennen 1938 in Wengen wurde Steuri jeweils Zweite hinter Cranz in Abfahrt und Slalom der Senioren I und Dritte in der Kombination. Im März 1938 gewann sie ein dreitägiges Abfahrtsmeeting in Sestriere und Anfang April die Abfahrt und den Slalom der internationalen Rennen in Abetone.
Zahlreiche Siege gelangen Erna Steuri auch im Jahr 1939. Beim 33. Grossen Schweizerischen Skirennen in Unterwasser wurde sie Meisterin in der Abfahrt, im Slalom und in der Alpinen Kombination. Erfolgreich war sie in jenem Jahr auch bei zwei Wettkämpfen in den Vereinigten Staaten – dem Harriman Cup in Sun Valley und den US-amerikanischen Meisterschaften am Mount Hood bei Portland in Oregon –, zu denen das schweizerische Damenskiteam eingeladen worden war. Beim Harriman Cup am 25. und 26. März siegte Steuri jeweils vor ihrer Landsfrau Nini von Arx-Zogg in der Abfahrt, dem Slalom und der Kombination. Eine Woche später gewann sie bei den US-amerikanischen Meisterschaften in der offenen Klasse den Slalom und die Kombination. In der Abfahrt wurde sie hinter Elizabeth Woolsey Zweite. Bei den Weltmeisterschaften 1939 in Zakopane fuhr sie hingegen nur auf den zehnten Platz im Slalom. In der Abfahrt – und somit auch in der Kombinationswertung – schied sie aus. Im Jahr 1940 wurde Steuri in Gstaad Schweizer Meisterin in der Abfahrt und in Davos Siegerin des Parsenn-Derbys.
Danach erklärte Erna Steuri ihren Rücktritt vom Skirennsport. Sie leitete bis 1948 die acht Jahre zuvor ins Leben gerufene Kindergruppe der Skischule Grindelwald, nahm aber trotz Rücktritt auch vereinzelt noch an Wettkämpfen teil. Sie gewann beim 36. Schweizerischen Skirennen 1942 in ihrem Heimatort Grindelwald die Abfahrt der Klasse Senioren I, wurde in der Meisterschaft aber von der Juniorin Hedy Schlunegger um sechs Sekunden geschlagen. Im Slalom wurde sie hinter Verena Fuchs ebenfalls Zweite.

## Erfolge

### Olympische Winterspiele
- Garmisch-Partenkirchen 1936: 4. Kombination (3. Slalom, 4. Abfahrt)

### Weltmeisterschaften
- Innsbruck 1936: 5. Slalom, 5. Kombination, 6. Abfahrt
- Chamonix 1937: 5. Abfahrt, 5. Kombination, 8. Slalom
- Engelberg 1938: 3. Slalom, 5. Abfahrt, 5. Kombination
- Zakopane 1939: 10. Slalom, ausgeschieden in der Abfahrt

### Weitere Erfolge
- Sieg in Abfahrt und Kombination der SDS-Rennen 1935
- Sieg in der Abfahrt des Arlberg-Kandahar-Rennens 1937
- Sieg in Abfahrt, Slalom und Kombination bei den British Open Ski Championships 1937
- Schweizer Meisterin in Abfahrt, Slalom und Kombination 1939
- Sieg in Slalom und Kombination bei den US-amerikanischen Meisterschaften in der offenen Klasse 1939
- Sieg in Abfahrt, Slalom und Kombination beim Harriman Cup 1939
- Schweizer Meisterin in der Abfahrt 1940
- Sieg im Parsenn-Derby 1940